# Bacurau
Bacurau is een Braziliaans-Franse dramafilm uit 2019 onder regie van Juliano Dornelles en Kleber Mendonça Filho.

## Verhaal
De film speelt zich af in de nabije toekomst. Teresa reist voor de begrafenis van haar grootmoeder terug naar Bacurau, een dorp in de sertão (Brazilië) dat door politieke corruptie met een watertekort zit en afgesloten lijkt van de rest van de wereld. Na verloop van tijd beginnen de excentrieke inwoners van Bacurau ook te ontdekken dat de mobiele telefoonverbindingen verstoord zijn, dat hun dorp van alle digitale navigatiesystemen en kaarten verdwenen is en dat een ufo hen in de gaten houdt. Het landelijk dorp blijkt het doelwit te zijn van een groep rijke buitenlanders die, onder leiding van gids Michael, op mensen jagen. De inwoners werken samen om zich te beschermen en gaan met behulp van een lokale, psychoactieve drug de bloederige strijd aan met de jagers.

## Rolverdeling
| Acteur           | Personage       |
| ---------------- | --------------- |
| Sônia Braga      | Domingas        |
| Udo Kier         | Michael         |
| Barbara Colen    | Teresa          |
| Thomas Aquino    | Pacote / Acacio |
| Silvero Pereira  | Lunga           |
| Thardelly Lima   | Tony Jr.        |
| Rubens Santos    | Erivaldo        |
| Wilson Rabelo    | Plinio          |
| Carlos Francisco | Damiano         |
| Luciana Souza    | Isa             |
| Chris Doubek     | Willy           |
| Jonny Mars       | Terry           |
| Alli Willow      | Kate            |

## Productie
Het project, dat een decennium lang in ontwikkeling was, werd in mei 2017 door producent Saïd Ben Saïd aangekondigd als 'een mix van Southern Comfort (1981) van Walter Hill en Deliverance (1972) van John Boorman'. De producent had een jaar eerder met regisseur Kleber Mendonça Filho, productie-ontwerper Juliano Dornelles en actrice Sônia Braga ook al samengewerkt aan de dramafilm Aquarius (2016). Voor Bacurau deelde Mendonça de regie met Dornelles. De opnames, die plaatsvonden in de Braziliaanse gemeente Parelhas, gingen eind augustus 2017 van start en eindigden in oktober 2017.

## Invloeden en thema's
Omdat Bacurau een gewelddadige satire is die eigenschappen bevat van uiteenlopende genres als de (spaghetti)western, sciencefiction en horror wordt de film vaak vergeleken met het werk van filmmakers als John Carpenter en Sergio Leone. De film verwijst ook meermaals naar Carpenter. Zo bevat de soundtrack het nummer "Night" van Carpenter en heet de school in de film João Carpenteiro.
De film kan beschouwd wordt als een kritiek op imperialisme, neokolonialisme en raciale superioriteitsgevoelens. Daarnaast schetst de film ook een negatief beeld van de Braziliaanse politiek, die in de film gerepresenteerd wordt door de corrupte burgemeester Tony Jr., die burgers probeert om te kopen en chanteren. Om die reden wordt de film door sommige recensenten ook beschouwd als een politieke allegorie en in het bijzonder een kritiek op het beleid van de Braziliaanse president Jair Bolsonaro. Kleber Mendonça Filho, een uitgesproken Bolsonaro-criticus, schreef het script echter voor Bolsonaro in Brazilië aan de macht kwam. De regisseur verklaarde dat zijn verhaal 'door de realiteit werd ingehaald'.

## Prijzen en nominaties
| Jaar | Prijs                   | Categorie   | Genomineerde(n)                          | Uitslag     |
| ---- | ----------------------- | ----------- | ---------------------------------------- | ----------- |
| 2019 | Filmfestival van Cannes | Gouden Palm | Kleber Mendonça Filho, Juliano Dornelles | Genomineerd |
| 2019 | Filmfestival van Cannes | Juryprijs   | Kleber Mendonça Filho, Juliano Dornelles | Gewonnen    |

## Trivia
- De titel betekent in het Nederlands nachtzwaluw.